# Kling, Glöckchen, klingelingeling
Kling, Glöckchen, klingelingeling ist ein deutsches Weihnachtslied, das erstmals 1854 veröffentlicht wurde.

## Geschichte
Der Text wurde von Karl Enslin (1819–1875) unter dem Titel „Christkindchens Einlass“ verfasst und erschien erstmals 1854 im zweiten Heft der von dem Komponisten Benedikt Widmann (1820–1910) herausgegebenen Sammlung Liederquelle. Widmann hatte von Enslin die Erlaubnis erhalten, auch eine Reihe von dessen noch ungedruckten Kindergedichten, darunter „Christkindchens Einlass“, für seine Sammlung zu verwenden, und eine Reihe von Komponisten eingeladen, Enslins Texte zu vertonen. Die Melodie in der Erstausgabe komponierte Wilhelm Speyer (1790–1878) aus Offenbach am Main, diese Melodie stimmt aber nicht mit der heute gesungenen überein. Den Text soll Enslin dann ferner in seiner Sammlung Lieder eines Kindes (1855) veröffentlicht haben.
Der Komponist der heute bekannten Melodie konnte bislang nicht ermittelt werden. Die gelegentlich zu findende Angabe, die Melodie sei von Benedikt Widmann komponiert worden, beruht offenkundig auf einer Verwechslung. Häufig ist die Angabe zu finden, es handle sich um eine traditionelle deutsche Volksmelodie. 1862 erscheint die Melodie mit wenigen Abweichungen ohne Angabe eines Komponisten unter dem Titel „Christlichen Ankunft“ in einer von Heinrich Oberhoffer herausgegebenen Sammlung. 1873 wurde diese Melodie im 7. Heft der von Johann Nepomuk Ahle herausgegebenen Sammlung Geistlicher Christbaum nachgedruckt, diese wiederum 1882 in dem deutschsprachigen Liederbuch Liederlust und Psalter, das Heinrich Liebhart für den Gebrauch in methodistischen Sonntagsschulen und Familien in Cincinnati herausgab. Bereits 1865 erschien die Melodie etwas stärker variiert in einem Kinderliederbuch mit der Komponistenangabe „B. Widmann“, was wohl auch auf eine Verwechslung zurückgeht.
Eine andere Vertonung von Enslins Text komponierte Carl Reinecke 1875 unter dem Titel Christkindchens Einlass op. 138 Nr. 2.

## Liedtext
Kling, Glöckchen, klingelingeling,

kling, Glöckchen, kling!

Lasst mich ein, ihr Kinder,

ist so kalt der Winter,

öffnet mir die Türen,

lasst mich nicht erfrieren!

Kling, Glöckchen, klingelingeling,

kling, Glöckchen, kling!

Kling, Glöckchen, klingelingeling,

kling, Glöckchen, kling!

Mädchen, hört, und Bübchen,

macht mir auf das Stübchen!

Bring euch viele Gaben,

sollt euch dran erlaben.

Kling, Glöckchen, klingelingeling,

kling, Glöckchen, kling!

Kling, Glöckchen, klingelingeling,

kling, Glöckchen, kling!

Hell erglühn die Kerzen,

öffnet mir die Herzen!

Will drin wohnen fröhlich,

frommes Kind, wie selig.

Kling, Glöckchen, klingelingeling,

kling, Glöckchen, kling!